# Damernas turnering i fotboll vid olympiska sommarspelen 2012
Damernas turnering i fotboll vid olympiska sommarspelen 2012 spelades mellan 25 juli och 9 augusti 2012 i London och fem andra orter i Storbritannien. 12 lag uppdelade på tre grupper deltar vid spelen.

## Kvalificerade nationer
12 lag från sex olika kontinenter kvalade in till spelen. Storbritannien var som värdnation automatiskt kvalificerade.
| Kontinent                 | Slutdatum         | Spelplats         | Platser | Kvalificerade lag    |
| ------------------------- | ----------------- | ----------------- | ------- | -------------------- |
| Värdnation                |                   |                   | 1       | Storbritannien       |
| Asien (kvaltävling)       | 11 september 2011 | Kina              | 2       | Japan · Nordkorea    |
| Afrika (kvaltävling)      | 22 oktober 2011   |                   | 2       | Sydafrika · Kamerun  |
| Nordamerika (kvaltävling) | 29 januari 2012   | Vancouver, Kanada | 2       | Kanada · USA         |
| Sydamerika                | 21 november 2010  | Ecuador           | 2       | Brasilien · Colombia |
| Oceanien                  | 4 april 2012      |                   | 1       | Nya Zeeland          |
| Europa (VM)               | 10 juli 2011      | Tyskland          | 2       | Frankrike · Sverige  |
| Totalt                    |                   |                   | 12      |                      |

## Arenor
| London                   | Manchester                                             | Cardiff                                                |
| ------------------------ | ------------------------------------------------------ | ------------------------------------------------------ |
| Wembley Stadium          | Old Trafford                                           | Millennium Stadium                                     |
| Kapacitet: 90 000        | Kapacitet: 75 643                                      | Kapacitet: 74 500                                      |
|                          |                                                        |                                                        |
| Newcastle                | · London Manchester Cardiff Newcastle Glasgow Coventry | · London Manchester Cardiff Newcastle Glasgow Coventry |
| St James' Park           | · London Manchester Cardiff Newcastle Glasgow Coventry | · London Manchester Cardiff Newcastle Glasgow Coventry |
| Kapacitet: 52 534        | · London Manchester Cardiff Newcastle Glasgow Coventry | · London Manchester Cardiff Newcastle Glasgow Coventry |
|                          | · London Manchester Cardiff Newcastle Glasgow Coventry | · London Manchester Cardiff Newcastle Glasgow Coventry |
| Glasgow                  | · London Manchester Cardiff Newcastle Glasgow Coventry | · London Manchester Cardiff Newcastle Glasgow Coventry |
| Hampden Park             | · London Manchester Cardiff Newcastle Glasgow Coventry | · London Manchester Cardiff Newcastle Glasgow Coventry |
| Kapacitet: 51 866        | · London Manchester Cardiff Newcastle Glasgow Coventry | · London Manchester Cardiff Newcastle Glasgow Coventry |
|                          | · London Manchester Cardiff Newcastle Glasgow Coventry | · London Manchester Cardiff Newcastle Glasgow Coventry |
| Coventry                 | · London Manchester Cardiff Newcastle Glasgow Coventry | · London Manchester Cardiff Newcastle Glasgow Coventry |
| City of Coventry Stadium | · London Manchester Cardiff Newcastle Glasgow Coventry | · London Manchester Cardiff Newcastle Glasgow Coventry |
| Kapacitet: 32 609        | · London Manchester Cardiff Newcastle Glasgow Coventry | · London Manchester Cardiff Newcastle Glasgow Coventry |
|                          | · London Manchester Cardiff Newcastle Glasgow Coventry | · London Manchester Cardiff Newcastle Glasgow Coventry |

## Gruppspel
Gruppvinnarna, grupptvåorna och två av de bästa tredjeplacerade lagen går vidare till kvartsfinalerna.

### Grupp E
| Nr | Lag            | S | V | O | F | GM | IM | MS  | P |
| -- | -------------- | - | - | - | - | -- | -- | --- | - |
| 1  | Storbritannien | 3 | 3 | 0 | 0 | 5  | 0  | +5  | 9 |
| 2  | Brasilien      | 3 | 2 | 0 | 1 | 6  | 1  | +5  | 6 |
| 3  | Nya Zeeland    | 3 | 1 | 0 | 2 | 3  | 3  | 0   | 3 |
| 4  | Kamerun        | 3 | 0 | 0 | 3 | 1  | 11 | −10 | 0 |

| 1           | 25 juli 2012 | Storbritannien     | 1 – 0           | Nya Zeeland | Millennium Stadium                              |                                                 |
| 16:00 UTC+1 | 16:00 UTC+1  | Steph Houghton 64′ | (0 – 0) Rapport |             | Cardiff Publik: 24 445 Domare: Kari Seitz (USA) | Cardiff Publik: 24 445 Domare: Kari Seitz (USA) |
| 16:00 UTC+1 | 16:00 UTC+1  |                    |                 |             | Cardiff Publik: 24 445 Domare: Kari Seitz (USA) | Cardiff Publik: 24 445 Domare: Kari Seitz (USA) |
| 16:00 UTC+1 | 16:00 UTC+1  |                    |                 |             | Cardiff Publik: 24 445 Domare: Kari Seitz (USA) | Cardiff Publik: 24 445 Domare: Kari Seitz (USA) |

| 4           | 25 juli 2012 | Kamerun | 0 – 5           | Brasilien                                                          | Millennium Stadium                                       |                                                          |
| 18:45 UTC+1 | 18:45 UTC+1  |         | (0 – 2) Rapport | 7′ Francielle 10′ Renata Costa 73′ (str.), 88′ Marta 80′ Cristiane | Cardiff Publik: 30 847 Domare: Jenny Palmqvist (Sverige) | Cardiff Publik: 30 847 Domare: Jenny Palmqvist (Sverige) |
| 18:45 UTC+1 | 18:45 UTC+1  |         |                 |                                                                    | Cardiff Publik: 30 847 Domare: Jenny Palmqvist (Sverige) | Cardiff Publik: 30 847 Domare: Jenny Palmqvist (Sverige) |
| 18:45 UTC+1 | 18:45 UTC+1  |         |                 |                                                                    | Cardiff Publik: 30 847 Domare: Jenny Palmqvist (Sverige) | Cardiff Publik: 30 847 Domare: Jenny Palmqvist (Sverige) |

| 8           | 28 juli 2012 | Nya Zeeland | 0 – 1           | Brasilien     | Millennium Stadium                                          |                                                             |
| 14:30 UTC+1 | 14:30 UTC+1  |             | (0 – 0) Rapport | 86′ Cristiane | Cardiff Publik: 30 103 Domare: Bibiana Steinhaus (Tyskland) | Cardiff Publik: 30 103 Domare: Bibiana Steinhaus (Tyskland) |
| 14:30 UTC+1 | 14:30 UTC+1  |             |                 |               | Cardiff Publik: 30 103 Domare: Bibiana Steinhaus (Tyskland) | Cardiff Publik: 30 103 Domare: Bibiana Steinhaus (Tyskland) |
| 14:30 UTC+1 | 14:30 UTC+1  |             |                 |               | Cardiff Publik: 30 103 Domare: Bibiana Steinhaus (Tyskland) | Cardiff Publik: 30 103 Domare: Bibiana Steinhaus (Tyskland) |

| 11          | 28 juli 2012 | Storbritannien                                     | 3 – 0           | Kamerun | Millennium Stadium                                    |                                                       |
| 17:15 UTC+1 | 17:15 UTC+1  | Casey Stoney 18′ Jill Scott 23′ Steph Houghton 82′ | (2 – 0) Rapport |         | Cardiff Publik: 31 141 Domare: Hong Eun-Ah (Sydkorea) | Cardiff Publik: 31 141 Domare: Hong Eun-Ah (Sydkorea) |
| 17:15 UTC+1 | 17:15 UTC+1  |                                                    |                 |         | Cardiff Publik: 31 141 Domare: Hong Eun-Ah (Sydkorea) | Cardiff Publik: 31 141 Domare: Hong Eun-Ah (Sydkorea) |
| 17:15 UTC+1 | 17:15 UTC+1  |                                                    |                 |         | Cardiff Publik: 31 141 Domare: Hong Eun-Ah (Sydkorea) | Cardiff Publik: 31 141 Domare: Hong Eun-Ah (Sydkorea) |

| 17          | 31 juli 2016 | Nya Zeeland                                                   | 3 – 1           | Kamerun               | City of Coventry Stadium                                   |                                                            |
| 19:45 UTC+1 | 19:45 UTC+1  | Rebecca Smith 43′ Ysis Sonkeng 49′ (sjm.) Sarah Gregorius 62′ | (1 – 0) Rapport | 75′ Gabrielle Onguéné | Coventry Publik: 11 425 Domare: Christina Pedersen (Norge) | Coventry Publik: 11 425 Domare: Christina Pedersen (Norge) |
| 19:45 UTC+1 | 19:45 UTC+1  |                                                               |                 |                       | Coventry Publik: 11 425 Domare: Christina Pedersen (Norge) | Coventry Publik: 11 425 Domare: Christina Pedersen (Norge) |
| 19:45 UTC+1 | 19:45 UTC+1  |                                                               |                 |                       | Coventry Publik: 11 425 Domare: Christina Pedersen (Norge) | Coventry Publik: 11 425 Domare: Christina Pedersen (Norge) |

| 18          | 31 juli 2016 | Storbritannien    | 1 – 0           | Brasilien | Wembley Stadium                                           |                                                           |
| 19:45 UTC+1 | 19:45 UTC+1  | Steph Houghton 2′ | (1 – 0) Rapport |           | London Publik: 70 584 Domare: Carol Anne Chenard (Kanada) | London Publik: 70 584 Domare: Carol Anne Chenard (Kanada) |
| 19:45 UTC+1 | 19:45 UTC+1  |                   |                 |           | London Publik: 70 584 Domare: Carol Anne Chenard (Kanada) | London Publik: 70 584 Domare: Carol Anne Chenard (Kanada) |
| 19:45 UTC+1 | 19:45 UTC+1  |                   |                 |           | London Publik: 70 584 Domare: Carol Anne Chenard (Kanada) | London Publik: 70 584 Domare: Carol Anne Chenard (Kanada) |

### Grupp F
| Nr | Lag       | S | V | O | F | GM | IM | MS | P |
| -- | --------- | - | - | - | - | -- | -- | -- | - |
| 1  | Sverige   | 3 | 1 | 2 | 0 | 6  | 3  | +3 | 5 |
| 2  | Japan     | 3 | 1 | 2 | 0 | 2  | 1  | +1 | 5 |
| 3  | Kanada    | 3 | 1 | 1 | 1 | 6  | 4  | +2 | 4 |
| 4  | Sydafrika | 3 | 0 | 1 | 2 | 1  | 7  | −6 | 1 |

| 2           | 25 juli 2012 | Japan                              | 2 – 1           | Kanada               | City of Coventry Stadium                   |                                            |
| 17:00 UTC+1 | 17:00 UTC+1  | Nahomi Kawasumi 33′ Aya Miyama 44′ | (2 – 0) Rapport | 55′ Melissa Tancredi | Coventry Domare: Kirsi Heikkinen (Finland) | Coventry Domare: Kirsi Heikkinen (Finland) |
| 17:00 UTC+1 | 17:00 UTC+1  |                                    |                 |                      | Coventry Domare: Kirsi Heikkinen (Finland) | Coventry Domare: Kirsi Heikkinen (Finland) |
| 17:00 UTC+1 | 17:00 UTC+1  |                                    |                 |                      | Coventry Domare: Kirsi Heikkinen (Finland) | Coventry Domare: Kirsi Heikkinen (Finland) |

| 5           | 25 juli 2012 | Sverige                                                    | 4 – 1           | Sydafrika         | City of Coventry Stadium                                    |                                                             |
| 19:45 UTC+1 | 19:45 UTC+1  | Nilla Fischer 7′ Lisa Dahlkvist 20′ Lotta Schelin 21′, 63′ | (3 – 0) Rapport | 60′ Portia Modise | Coventry Publik: 18 290 Domare: Salomé di Iorio (Argentina) | Coventry Publik: 18 290 Domare: Salomé di Iorio (Argentina) |
| 19:45 UTC+1 | 19:45 UTC+1  |                                                            |                 |                   | Coventry Publik: 18 290 Domare: Salomé di Iorio (Argentina) | Coventry Publik: 18 290 Domare: Salomé di Iorio (Argentina) |
| 19:45 UTC+1 | 19:45 UTC+1  |                                                            |                 |                   | Coventry Publik: 18 290 Domare: Salomé di Iorio (Argentina) | Coventry Publik: 18 290 Domare: Salomé di Iorio (Argentina) |

| 7           | 28 juli 2012 | Japan | 0 – 0   | Sverige | City of Coventry Stadium                                    |                                                             |
| 12:00 UTC+1 | 12:00 UTC+1  |       | Rapport |         | Coventry Publik: 14 160 Domare: Quetzalli Alvarado (Mexiko) | Coventry Publik: 14 160 Domare: Quetzalli Alvarado (Mexiko) |
| 12:00 UTC+1 | 12:00 UTC+1  |       |         |         | Coventry Publik: 14 160 Domare: Quetzalli Alvarado (Mexiko) | Coventry Publik: 14 160 Domare: Quetzalli Alvarado (Mexiko) |
| 12:00 UTC+1 | 12:00 UTC+1  |       |         |         | Coventry Publik: 14 160 Domare: Quetzalli Alvarado (Mexiko) | Coventry Publik: 14 160 Domare: Quetzalli Alvarado (Mexiko) |

| 9           | 28 juli 2012 | Kanada                                          | 3 – 0           | Sydafrika | City of Coventry Stadium                                   |                                                            |
| 14:45 UTC+1 | 14:45 UTC+1  | Melissa Tancredi 7′ Christine Sinclair 58′, 86′ | (1 – 0) Rapport |           | Coventry Publik: 14 753 Domare: Christina Pedersen (Norge) | Coventry Publik: 14 753 Domare: Christina Pedersen (Norge) |
| 14:45 UTC+1 | 14:45 UTC+1  |                                                 |                 |           | Coventry Publik: 14 753 Domare: Christina Pedersen (Norge) | Coventry Publik: 14 753 Domare: Christina Pedersen (Norge) |
| 14:45 UTC+1 | 14:45 UTC+1  |                                                 |                 |           | Coventry Publik: 14 753 Domare: Christina Pedersen (Norge) | Coventry Publik: 14 753 Domare: Christina Pedersen (Norge) |

| 13          | 31 juli 2012 | Japan | 0 – 0   | Sydafrika | Millennium Stadium                                     |                                                        |
| 14:30 UTC+1 | 14:30 UTC+1  |       | Rapport |           | Cardiff Publik: 24 202 Domare: Thalia Mitsi (Grekland) | Cardiff Publik: 24 202 Domare: Thalia Mitsi (Grekland) |
| 14:30 UTC+1 | 14:30 UTC+1  |       |         |           | Cardiff Publik: 24 202 Domare: Thalia Mitsi (Grekland) | Cardiff Publik: 24 202 Domare: Thalia Mitsi (Grekland) |
| 14:30 UTC+1 | 14:30 UTC+1  |       |         |           | Cardiff Publik: 24 202 Domare: Thalia Mitsi (Grekland) | Cardiff Publik: 24 202 Domare: Thalia Mitsi (Grekland) |

| 14          | 31 juli 2012 | Kanada                    | 2 – 2           | Sverige                                   | St James' Park                                          |                                                         |
| 14:30 UTC+1 | 14:30 UTC+1  | Melissa Tancredi 43′, 84′ | (1 – 2) Rapport | 14′ Marie Hammarström 16′ Sofia Jakobsson | Newcastle Publik: 12 719 Domare: Hong Eun-Ah (Sydkorea) | Newcastle Publik: 12 719 Domare: Hong Eun-Ah (Sydkorea) |
| 14:30 UTC+1 | 14:30 UTC+1  |                           |                 |                                           | Newcastle Publik: 12 719 Domare: Hong Eun-Ah (Sydkorea) | Newcastle Publik: 12 719 Domare: Hong Eun-Ah (Sydkorea) |
| 14:30 UTC+1 | 14:30 UTC+1  |                           |                 |                                           | Newcastle Publik: 12 719 Domare: Hong Eun-Ah (Sydkorea) | Newcastle Publik: 12 719 Domare: Hong Eun-Ah (Sydkorea) |

### Grupp G
| Nr | Lag       | S | V | O | F | GM | IM | MS | P |
| -- | --------- | - | - | - | - | -- | -- | -- | - |
| 1  | USA       | 3 | 3 | 0 | 0 | 8  | 2  | +6 | 9 |
| 2  | Frankrike | 3 | 2 | 0 | 1 | 8  | 4  | +4 | 6 |
| 3  | Nordkorea | 3 | 1 | 0 | 2 | 2  | 6  | −4 | 3 |
| 4  | Colombia  | 3 | 0 | 0 | 3 | 0  | 6  | −6 | 0 |

| 3           | 25 juli 2012 | USA                                                   | 4 – 2           | Frankrike                                | Hampden Park                                             |                                                          |
| 17:00 UTC+1 | 17:00 UTC+1  | Abby Wambach 19′ Alex Morgan 32′, 66′ Carli Lloyd 56′ | (2 – 2) Rapport | 12′ Gaëtane Thiney 14′ Marie-Laure Delie | Glasgow Publik: 18 090 Domare: Sachiko Yamagishi (Japan) | Glasgow Publik: 18 090 Domare: Sachiko Yamagishi (Japan) |
| 17:00 UTC+1 | 17:00 UTC+1  |                                                       |                 |                                          | Glasgow Publik: 18 090 Domare: Sachiko Yamagishi (Japan) | Glasgow Publik: 18 090 Domare: Sachiko Yamagishi (Japan) |
| 17:00 UTC+1 | 17:00 UTC+1  |                                                       |                 |                                          | Glasgow Publik: 18 090 Domare: Sachiko Yamagishi (Japan) | Glasgow Publik: 18 090 Domare: Sachiko Yamagishi (Japan) |

| 6           | 25 juli 2012 | Colombia | 0 – 2           | Nordkorea             | Hampden Park                                               |                                                            |
| 20:50 UTC+1 | 20:50 UTC+1  |          | (0 – 1) Rapport | 39′, 85′ Kim Song-hui | Glasgow Publik: 18 900 Domare: Carol Anne Chenard (Kanada) | Glasgow Publik: 18 900 Domare: Carol Anne Chenard (Kanada) |
| 20:50 UTC+1 | 20:50 UTC+1  |          |                 |                       | Glasgow Publik: 18 900 Domare: Carol Anne Chenard (Kanada) | Glasgow Publik: 18 900 Domare: Carol Anne Chenard (Kanada) |
| 20:50 UTC+1 | 20:50 UTC+1  |          |                 |                       | Glasgow Publik: 18 900 Domare: Carol Anne Chenard (Kanada) | Glasgow Publik: 18 900 Domare: Carol Anne Chenard (Kanada) |

| 10          | 28 juli 2012 | USA                                                | 3 – 0           | Colombia | Hampden Park                                             |                                                          |
| 17:00 UTC+1 | 17:00 UTC+1  | Megan Rapinoe 33′ Abby Wambach 74′ Carli Lloyd 77′ | (1 – 0) Rapport |          | Glasgow Publik: 11 313 Domare: Efthalia Mitsi (Grekland) | Glasgow Publik: 11 313 Domare: Efthalia Mitsi (Grekland) |
| 17:00 UTC+1 | 17:00 UTC+1  |                                                    |                 |          | Glasgow Publik: 11 313 Domare: Efthalia Mitsi (Grekland) | Glasgow Publik: 11 313 Domare: Efthalia Mitsi (Grekland) |
| 17:00 UTC+1 | 17:00 UTC+1  |                                                    |                 |          | Glasgow Publik: 11 313 Domare: Efthalia Mitsi (Grekland) | Glasgow Publik: 11 313 Domare: Efthalia Mitsi (Grekland) |

| 12          | 28 juli 2012 | Frankrike                                                                                      | 5 – 0           | Nordkorea | Hampden Park                                            |                                                         |
| 19:45 UTC+1 | 19:45 UTC+1  | Laura Georges 45′ Élodie Thomis 70′ Marie-Laure Delie 71′ Wendie Renard 81′ Camille Catala 87′ | (1 – 0) Rapport |           | Glasgow Publik: 11 743 Domare: Therese Neguel (Kamerun) | Glasgow Publik: 11 743 Domare: Therese Neguel (Kamerun) |
| 19:45 UTC+1 | 19:45 UTC+1  |                                                                                                |                 |           | Glasgow Publik: 11 743 Domare: Therese Neguel (Kamerun) | Glasgow Publik: 11 743 Domare: Therese Neguel (Kamerun) |
| 19:45 UTC+1 | 19:45 UTC+1  |                                                                                                |                 |           | Glasgow Publik: 11 743 Domare: Therese Neguel (Kamerun) | Glasgow Publik: 11 743 Domare: Therese Neguel (Kamerun) |

| 15          | 31 juli 2012 | USA              | 1 – 0           | Nordkorea | Old Trafford                                                |                                                             |
| 17:15 UTC+1 | 17:15 UTC+1  | Abby Wambach 25′ | (1 – 0) Rapport |           | Manchester Publik: 29 522 Domare: Jenny Palmqvist (Sverige) | Manchester Publik: 29 522 Domare: Jenny Palmqvist (Sverige) |
| 17:15 UTC+1 | 17:15 UTC+1  |                  |                 |           | Manchester Publik: 29 522 Domare: Jenny Palmqvist (Sverige) | Manchester Publik: 29 522 Domare: Jenny Palmqvist (Sverige) |
| 17:15 UTC+1 | 17:15 UTC+1  |                  |                 |           | Manchester Publik: 29 522 Domare: Jenny Palmqvist (Sverige) | Manchester Publik: 29 522 Domare: Jenny Palmqvist (Sverige) |

| 16          | 31 juli 2012 | Frankrike        | 1 – 0           | Colombia | St James' Park                                               |                                                              |
| 17:15 UTC+1 | 17:15 UTC+1  | Élodie Thomis 5′ | (1 – 0) Rapport |          | Newcastle Publik: 13 184 Domare: Quetzalli Alvarado (Mexiko) | Newcastle Publik: 13 184 Domare: Quetzalli Alvarado (Mexiko) |
| 17:15 UTC+1 | 17:15 UTC+1  |                  |                 |          | Newcastle Publik: 13 184 Domare: Quetzalli Alvarado (Mexiko) | Newcastle Publik: 13 184 Domare: Quetzalli Alvarado (Mexiko) |
| 17:15 UTC+1 | 17:15 UTC+1  |                  |                 |          | Newcastle Publik: 13 184 Domare: Quetzalli Alvarado (Mexiko) | Newcastle Publik: 13 184 Domare: Quetzalli Alvarado (Mexiko) |

### Ranking av grupptreor
| Nr | Lag (grupp)     | S | V | O | F | GM | IM | MS | P |
| -- | --------------- | - | - | - | - | -- | -- | -- | - |
| 1  | Kanada (F)      | 3 | 1 | 1 | 1 | 6  | 4  | +2 | 4 |
| 2  | Nya Zeeland (E) | 3 | 1 | 0 | 2 | 3  | 3  | 0  | 3 |
| 3  | Nordkorea (G)   | 3 | 1 | 0 | 2 | 2  | 6  | −4 | 3 |

## Slutspel

### Slutspelsträd
|  | Kvartsfinaler  | Kvartsfinaler |           |   | Semifinaler | Semifinaler |  |  | Final | Final |
|  |                |               |           |   |             |             |  |  |       |       |
|  |                |               |           |   |             |             |  |  |       |       |
|  |                |               |           |   |             |             |  |  |       |       |
|  | Storbritannien | 0             |           |   |             |             |  |  |       |       |
|  | Storbritannien | 0             |           |   |             |             |  |  |       |       |
|  | Kanada         | 2             |           |   |             |             |  |  |       |       |
|  | Kanada         | 2             | Kanada    | 3 |             |             |  |  |       |       |
|  |                |               | Kanada    | 3 |             |             |  |  |       |       |
|  |                | USA (e.f.)    | 4         |   |             |             |  |  |       |       |
|  | USA            | USA (e.f.)    | 4         | 2 |             |             |  |  |       |       |
|  | USA            |               |           | 2 |             |             |  |  |       |       |
|  | Nya Zeeland    | 0             |           |   |             |             |  |  |       |       |
|  | Nya Zeeland    | 0             | USA       | 2 |             |             |  |  |       |       |
|  |                |               | USA       | 2 |             |             |  |  |       |       |
|  |                | Japan         | 1         |   |             |             |  |  |       |       |
|  | Sverige        | Japan         | 1         | 1 |             |             |  |  |       |       |
|  | Sverige        |               |           | 1 |             |             |  |  |       |       |
|  | Frankrike      | 2             |           |   |             |             |  |  |       |       |
|  | Frankrike      | 2             | Frankrike | 1 |             |             |  |  |       |       |
|  |                |               | Frankrike | 1 |             |             |  |  |       |       |
|  |                | Japan         | 2         |   | Bronsmatch  | Bronsmatch  |  |  |       |       |
|  | Brasilien      | Japan         | 2         | 0 | Bronsmatch  | Bronsmatch  |  |  |       |       |
|  | Brasilien      |               |           | 0 |             |             |  |  |       |       |
|  | Japan          | 2             |           |   |             |             |  |  |       |       |
|  | Japan          | 2             | Kanada    | 1 |             |             |  |  |       |       |
|  |                |               |           |   |             |             |  |  |       |       |
|  | Frankrike      | 0             |           |   |             |             |  |  |       |       |
|  | Frankrike      | 0             |           |   |             |             |  |  |       |       |

### Kvartsfinaler
| 19          | 3 augusti 2012 | Sverige           | 1 – 2           | Frankrike                           | Hampden Park                                    |                                                 |
| 12:00 UTC+1 | 12:00 UTC+1    | Nilla Fischer 18′ | (1 – 2) Rapport | 29′ Laura Georges 39′ Wendie Renard | Glasgow Publik: 12 869 Domare: Kari Seitz (USA) | Glasgow Publik: 12 869 Domare: Kari Seitz (USA) |
| 12:00 UTC+1 | 12:00 UTC+1    |                   |                 |                                     | Glasgow Publik: 12 869 Domare: Kari Seitz (USA) | Glasgow Publik: 12 869 Domare: Kari Seitz (USA) |
| 12:00 UTC+1 | 12:00 UTC+1    |                   |                 |                                     | Glasgow Publik: 12 869 Domare: Kari Seitz (USA) | Glasgow Publik: 12 869 Domare: Kari Seitz (USA) |

| 20          | 3 augusti 2012 | USA                                | 2 – 0           | Nya Zeeland | St James' Park                                               |                                                              |
| 14:30 UTC+1 | 14:30 UTC+1    | Abby Wambach 27′ Sydney Leroux 87′ | (1 – 0) Rapport |             | Newcastle Publik: 10 441 Domare: Salomé di Iorio (Argentina) | Newcastle Publik: 10 441 Domare: Salomé di Iorio (Argentina) |
| 14:30 UTC+1 | 14:30 UTC+1    |                                    |                 |             | Newcastle Publik: 10 441 Domare: Salomé di Iorio (Argentina) | Newcastle Publik: 10 441 Domare: Salomé di Iorio (Argentina) |
| 14:30 UTC+1 | 14:30 UTC+1    |                                    |                 |             | Newcastle Publik: 10 441 Domare: Salomé di Iorio (Argentina) | Newcastle Publik: 10 441 Domare: Salomé di Iorio (Argentina) |

| 21          | 3 augusti 2012 | Brasilien | 0 – 2           | Japan                           | Millennium Stadium                                       |                                                          |
| 17:00 UTC+1 | 17:00 UTC+1    |           | (0 – 1) Rapport | 27′ Yūki Ōgimi 73′ Shinobu Ohno | Cardiff Publik: 28 528 Domare: Kirsi Heikkinen (Finland) | Cardiff Publik: 28 528 Domare: Kirsi Heikkinen (Finland) |
| 17:00 UTC+1 | 17:00 UTC+1    |           |                 |                                 | Cardiff Publik: 28 528 Domare: Kirsi Heikkinen (Finland) | Cardiff Publik: 28 528 Domare: Kirsi Heikkinen (Finland) |
| 17:00 UTC+1 | 17:00 UTC+1    |           |                 |                                 | Cardiff Publik: 28 528 Domare: Kirsi Heikkinen (Finland) | Cardiff Publik: 28 528 Domare: Kirsi Heikkinen (Finland) |

| 22          | 3 augusti 2012 | Storbritannien | 0 – 2           | Kanada                                     | City of Coventry Stadium                                  |                                                           |
| 19:30 UTC+1 | 19:30 UTC+1    |                | (0 – 2) Rapport | 12′ Jonelle Filigno 26′ Christine Sinclair | Coventry Publik: 28 828 Domare: Sachiko Yamagishi (Japan) | Coventry Publik: 28 828 Domare: Sachiko Yamagishi (Japan) |
| 19:30 UTC+1 | 19:30 UTC+1    |                |                 |                                            | Coventry Publik: 28 828 Domare: Sachiko Yamagishi (Japan) | Coventry Publik: 28 828 Domare: Sachiko Yamagishi (Japan) |
| 19:30 UTC+1 | 19:30 UTC+1    |                |                 |                                            | Coventry Publik: 28 828 Domare: Sachiko Yamagishi (Japan) | Coventry Publik: 28 828 Domare: Sachiko Yamagishi (Japan) |

### Semifinaler
| 23          | 6 augusti 2012 | Frankrike             | 1 – 2           | Japan                               | Wembley Stadium                                           |                                                           |
| 17:00 UTC+1 | 17:00 UTC+1    | Eugénie Le Sommer 76′ | (0 – 1) Rapport | 32′ Yūki Ōgimi 49′ Mizuho Sakaguchi | London Publik: 61 482 Domare: Quetzalli Alvarado (Mexiko) | London Publik: 61 482 Domare: Quetzalli Alvarado (Mexiko) |
| 17:00 UTC+1 | 17:00 UTC+1    |                       |                 |                                     | London Publik: 61 482 Domare: Quetzalli Alvarado (Mexiko) | London Publik: 61 482 Domare: Quetzalli Alvarado (Mexiko) |
| 17:00 UTC+1 | 17:00 UTC+1    |                       |                 |                                     | London Publik: 61 482 Domare: Quetzalli Alvarado (Mexiko) | London Publik: 61 482 Domare: Quetzalli Alvarado (Mexiko) |

| 24          | 6 augusti 2012 | Kanada                           | 0000 3 – 4 (e.fl.) | USA                                                               | Old Trafford                                                 |                                                              |
| 19:45 UTC+1 | 19:45 UTC+1    | Christine Sinclair 22′, 67′, 73′ | (1 – 0) Rapport    | 54′, 70′ Megan Rapinoe 80′ (str.) Abby Wambach 120+3′ Alex Morgan | Manchester Publik: 26 630 Domare: Christina Pedersen (Norge) | Manchester Publik: 26 630 Domare: Christina Pedersen (Norge) |
| 19:45 UTC+1 | 19:45 UTC+1    |                                  |                    |                                                                   | Manchester Publik: 26 630 Domare: Christina Pedersen (Norge) | Manchester Publik: 26 630 Domare: Christina Pedersen (Norge) |
| 19:45 UTC+1 | 19:45 UTC+1    |                                  |                    |                                                                   | Manchester Publik: 26 630 Domare: Christina Pedersen (Norge) | Manchester Publik: 26 630 Domare: Christina Pedersen (Norge) |

### Bronsmatch
| 25          | 9 augusti 2012 | Kanada               | 1 – 0           | Frankrike | City of Coventry Stadium                                  |                                                           |
| 13:00 UTC+1 | 13:00 UTC+1    | Diana Matheson 90+2′ | (0 – 0) Rapport |           | Coventry Publik: 12 465 Domare: Jenny Palmqvist (Sverige) | Coventry Publik: 12 465 Domare: Jenny Palmqvist (Sverige) |
| 13:00 UTC+1 | 13:00 UTC+1    |                      |                 |           | Coventry Publik: 12 465 Domare: Jenny Palmqvist (Sverige) | Coventry Publik: 12 465 Domare: Jenny Palmqvist (Sverige) |
| 13:00 UTC+1 | 13:00 UTC+1    |                      |                 |           | Coventry Publik: 12 465 Domare: Jenny Palmqvist (Sverige) | Coventry Publik: 12 465 Domare: Jenny Palmqvist (Sverige) |

### Final
| 26          | 9 augusti 2012 | USA                 | 2 – 1           | Japan          | Wembley Stadium                                            |                                                            |
| 19:45 UTC+1 | 19:45 UTC+1    | Carli Lloyd 8′, 54′ | (1 – 0) Rapport | 63′ Yūki Ōgimi | London Publik: 80 203 Domare: Bibiana Steinhaus (Tyskland) | London Publik: 80 203 Domare: Bibiana Steinhaus (Tyskland) |
| 19:45 UTC+1 | 19:45 UTC+1    |                     |                 |                | London Publik: 80 203 Domare: Bibiana Steinhaus (Tyskland) | London Publik: 80 203 Domare: Bibiana Steinhaus (Tyskland) |
| 19:45 UTC+1 | 19:45 UTC+1    |                     |                 |                | London Publik: 80 203 Domare: Bibiana Steinhaus (Tyskland) | London Publik: 80 203 Domare: Bibiana Steinhaus (Tyskland) |

## Statistik

### Skytteligan
6 mål
- Christine Sinclair

5 mål
- Abby Wambach

4 mål
| - Melissa Tancredi | - Carli Lloyd |

3 mål
| - Yūki Ōgimi - Steph Houghton | - Alex Morgan - Megan Rapinoe |

2 mål
| - Cristiane - Marta - Marie-Laure Delie - Laura Georges - Wendie Renard | - Élodie Thomis - Kim Song-hui - Nilla Fischer - Lotta Schelin |

1 mål
| - Francielle - Renata Costa - Camille Catala - Eugénie Le Sommer - Gaëtane Thiney - Nahomi Kawasumi - Aya Miyama - Shinobu Ohno - Mizuho Sakaguchi - Gabrielle Onguéné - Jonelle Filigno | - Diana Matheson - Sarah Gregorius - Rebecca Smith - Jill Scott - Casey Stoney - Lisa Dahlkvist - Marie Hammarström - Sofia Jakobsson - Portia Modise - Sydney Leroux |

Självmål
- Ysis Sonkeng (mot Nya Zeeland)

### Disciplin
Rött kort
- Choe Mi-Gyong

Matchavstängningar
- Lady Andrade blev avstängd i två matcher efter att ha slagit Abby Wambach.[4]

### Slutställning
Matcher avgjorda under förlängning räknas som vinst respektive förlust, matcher avgjorda efter straffsparksläggning räknas som oavgjort.
| Nr | Lag            | S | V | O | F | GM | IM | MS  | P  |
| -- | -------------- | - | - | - | - | -- | -- | --- | -- |
| 1  | USA            | 6 | 6 | 0 | 0 | 16 | 6  | +10 | 18 |
| 2  | Japan          | 6 | 3 | 2 | 1 | 7  | 4  | +3  | 11 |
| 3  | Kanada         | 6 | 3 | 1 | 2 | 12 | 8  | +4  | 10 |
| 4  | Frankrike      | 6 | 3 | 0 | 3 | 11 | 8  | +3  | 9  |
| 5  | Storbritannien | 4 | 3 | 0 | 1 | 5  | 2  | +3  | 9  |
| 6  | Brasilien      | 4 | 2 | 0 | 2 | 6  | 3  | +3  | 6  |
| 7  | Sverige        | 4 | 1 | 2 | 1 | 7  | 5  | +2  | 5  |
| 8  | Nya Zeeland    | 4 | 1 | 0 | 3 | 3  | 5  | −2  | 3  |
| 9  | Nordkorea      | 3 | 1 | 0 | 2 | 2  | 6  | −4  | 3  |
| 10 | Sydafrika      | 3 | 0 | 1 | 2 | 1  | 7  | −6  | 1  |
| 11 | Colombia       | 3 | 0 | 0 | 3 | 0  | 6  | −6  | 0  |
| 12 | Kamerun        | 3 | 0 | 0 | 3 | 1  | 11 | −10 | 0  |

## Medaljörer
| Gren  | Guld | Silver | Brons |
| Damer | USA · Hope Solo · Heather Mitts · Christie Rampone · Becky Sauerbrunn · Kelley O'Hara · Amy LePeilbet · Shannon Boxx · Amy Rodriguez · Heather O'Reilly · Carli Lloyd · Sydney Leroux · Lauren Cheney · Alex Morgan · Abby Wambach · Megan Rapinoe · Rachel Buehler · Tobin Heath · Nicole Barnhart · | Japan · Miho Fukumoto · Yukari Kinga · Azusa Iwashimizu · Saki Kumagai · Aya Sameshima · Mizuho Sakaguchi · Kozue Ando · Aya Miyama · Nahomi Kawasumi · Homare Sawa · Shinobu Ohno · Kyoko Yano · Karina Maruyama · Asuna Tanaka · Megumi Takase · Mana Iwabuchi · Yūki Ōgimi · Ayumi Kaihori · | Kanada · Karina LeBlanc · Emily Zurrer · Chelsea Stewart · Carmelina Moscato · Robyn Gayle · Kaylyn Kyle · Rhian Wilkinson · Diana Matheson · Candace Chapman · Lauren Sesselmann · Desiree Scott · Christine Sinclair · Sophie Schmidt · Melissa Tancredi · Kelly Parker · Jonelle Filigno · Brittany Timko · Erin McLeod · Melanie Booth · Marie-Eve Nault |